# Claire Coutinho

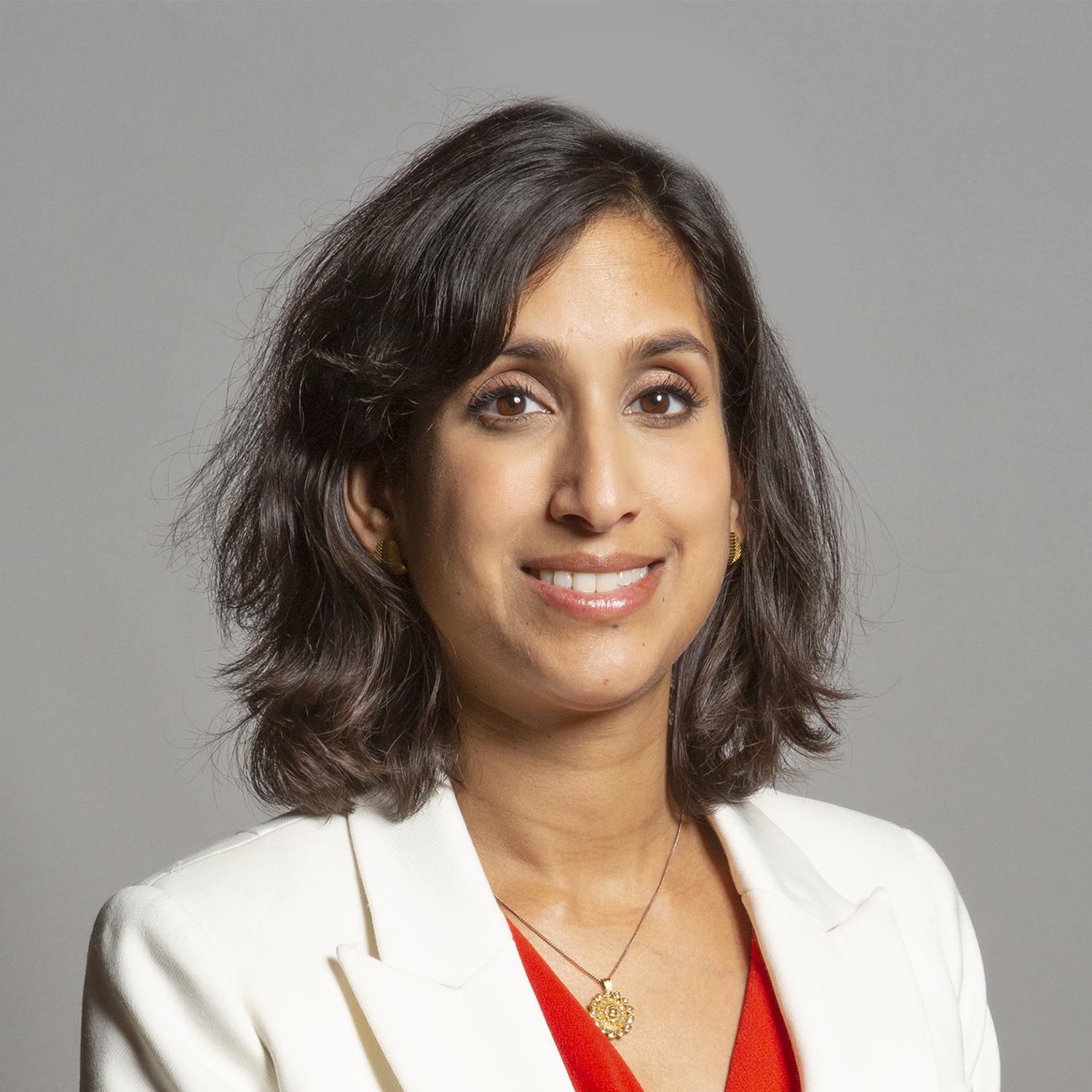
Claire Coutinho (18. Dezember 2019).

Claire Coryl Julia Coutinho, PC (* 8. Juli 1985 in London) ist eine britische Politikerin der Conservative Party. Sie ist seit 2019 Abgeordnete des Unterhauses (House of Commons) und seit Juli 2024 Schattenministerin für Energiesicherheit und CO2-Neutralität. Zuvor war sie von August 2023 bis Juli 2024 selbst Ministerin für Energiesicherheit und CO2-Neutralität (Secretary of State for Energy Security and Net Zero) ist.

## Leben
Claire Coryl Julia Coutinho ist die Tochter eines Ärzteehepaars, das in den 1970er-Jahren aus Indien nach Großbritannien eingewandert ist. Die Familie gehört zu den Goa-Katholiken. Nach dem Besuch der James Allen’s Girls’ School im Londoner Stadtteil Dulwich, einer 1741 gegründeten Privatschule für Mädchen, absolvierte sie ein Studium der Fächer Mathematik und Philosophie am Exeter College der University of Oxford, das sie 2008 mit dem Mastergrad abschloss. 
Danach arbeitete sie für das Finanzdienstleistungsinstitut Merrill Lynch und das Wirtschaftsprüfungs-, Steuerberatungs-, Rechtsberatungs- und Unternehmens- bzw. Managementberatungsunternehmen KPMG. Des Weiteren war sie für das Housing and Finance Institute (HFI) tätig, eine Gruppe, deren erklärtes Ziel darin besteht, die Kapazität und Bereitstellung von Wohnraum zu steigern. Bekanntheit erreichte sie als Kandidatin in der ABC-Kochsendung „The Taste“, in der unter anderem Nigella Lawson, Anthony Bourdain und Marcus Samuelsson als Jurymitglieder mitwirkten. Sie war Sonderberaterin des heutigen Premierministers Rishi Sunak, als dieser vom 24. Juli 2019 bis zum 16. Dezember 2019 im Kabinett Boris Johnson II Chefsekretär des Schatzamtes	(Chief Secretary to the Treasury) war.
Bei der Unterhauswahl am 12. Dezember 2019 wurde Claire Coutinho für die Conservative Party im Wahlkreis East Surrey erstmals Abgeordnete des Unterhauses (House of Commons) und konnte dabei den bisherigen Wahlkreisinhaber von den Liberal Democrats und früheren Konservativen Sam Gyimah mit einer Mehrheit von 24.040 besiegen. Der Wahlkreis East Surrey liegt östlich von Surrey und grenzt an Greater London und Kent. Es umfasst die Städte Caterham, Horley, Oxted und die umliegenden Dörfer. Es war lange Zeit einer der sichersten Sitze der Konservativen im Land und wurde viele Jahre lang vom ehemaligen Schatzkanzler und Außenminister Geoffrey Howe im Parlament vertreten.

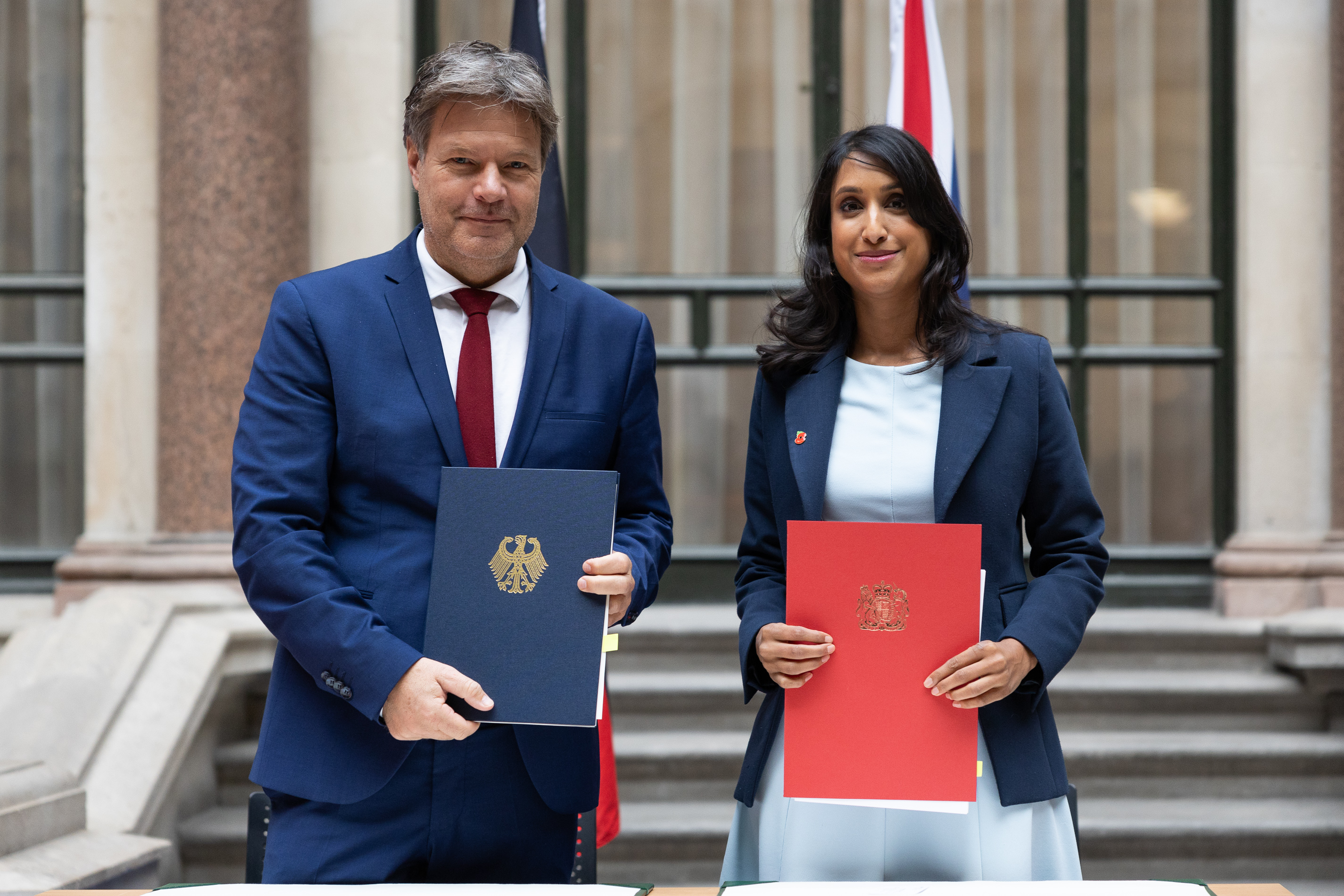
Claire Coutinho mit Robert Habeck nach der Unterzeichnung der Energie- und Klimapartnerschaft zwischen Großbritannien und Deutschland (3. November 2023)

Sie war zwischen dem 16. und 22. Juni 2021 Mitglied des Ausschusses für den Gesetzentwurf für nationale Versicherungsbeiträge (National Insurance Contributions Bill Committee), vom 24. November 2021 bis 1. Dezember 2021 Mitglied des Gesetzentwurfsausschusses für Disqualifikation in der Kommunalverwaltung (Local Government (Disqualification) Bill Committee) sowie zwischen dem 19. und 27. Januar 2022 Mitglied des Ausschusses für den Gesetzentwurf für Pensionen und Justizämter im öffentlichen Dienst (Public Service Pensions and Judicial Offices Bill Committee). Sie war außerdem Parlamentarische Privatsekretärin des damaligen Schatzkanzlers Rishi Sunak, trat jedoch im Juli 2022 aus Protest gegen den Verbleib von Boris Johnson als Premierminister zurück.
Claire Coutinho, die eine enge politische Verbündete von Premierminister Sunak ist, wurde von diesem am 21. September 2022 zunächst zur Parlamentarischen Staatssekretärin für Menschen mit Behinderungen, Gesundheit und Arbeit im Ministerium für Arbeit und Pensionen (Parliamentary Under Secretary of State at the Department for Work and Pensions (Minister for Disabled People, Health and Work)) ernannt. Daraufhin übernahm sie einen Monat später vom 27. Oktober 2022 bis zum 31. August 2023 das Amt als Parlamentarische Staatssekretärin für Kinder, Familien und Wohlbefinden im Bildungsministerium (Parliamentary Under Secretary of State at the Department for Education (Minister for Children, Families and Wellbeing)). Sie ist außerdem stellvertretende Vorsitzende der überparteilichen Parlamentariergruppe für nachhaltige Finanzen. Im Rahmen einer Regierungsumbildung übernahm sie im Kabinett Sunak am 31. August 2023 als Nachfolgerin von Grant Shapps das Amt als Ministerin für Energiesicherheit und CO2-Neutralität (Secretary of State for Energy Security and Net Zero). Ferner wurde sie 2023 auch Mitglied des Privy Council (PC), ein politisches Beratungsgremium des britischen Monarchen.